# Saint-Amé
Saint-Amé – miejscowość i gmina we Francji, w regionie Grand Est, w departamencie Wogezy. Nazwa miejscowości wywodzi się od imienia świętego Amata.
Według danych na rok 1990 gminę zamieszkiwały 2 033 osoby, a gęstość zaludnienia wynosiła 252 osoby/km² (wśród 2335 gmin Lotaryngii Saint-Amé plasuje się na 211. miejscu pod względem liczby ludności, natomiast pod względem powierzchni na miejscu 743.).